# نیداتال
شهر نیداتال (به آلمانی: Niddatal) در ایالت هسن در کشور آلمان واقع شده‌است.